# Trisetum martha-gonzaleziae
Trisetum martha-gonzaleziae är en gräsart som beskrevs av Paul M. Peterson och Victor L. Finot. Trisetum martha-gonzaleziae ingår i släktet glanshavren, och familjen gräs. Inga underarter finns listade i Catalogue of Life.